# Dieter Hallervorden

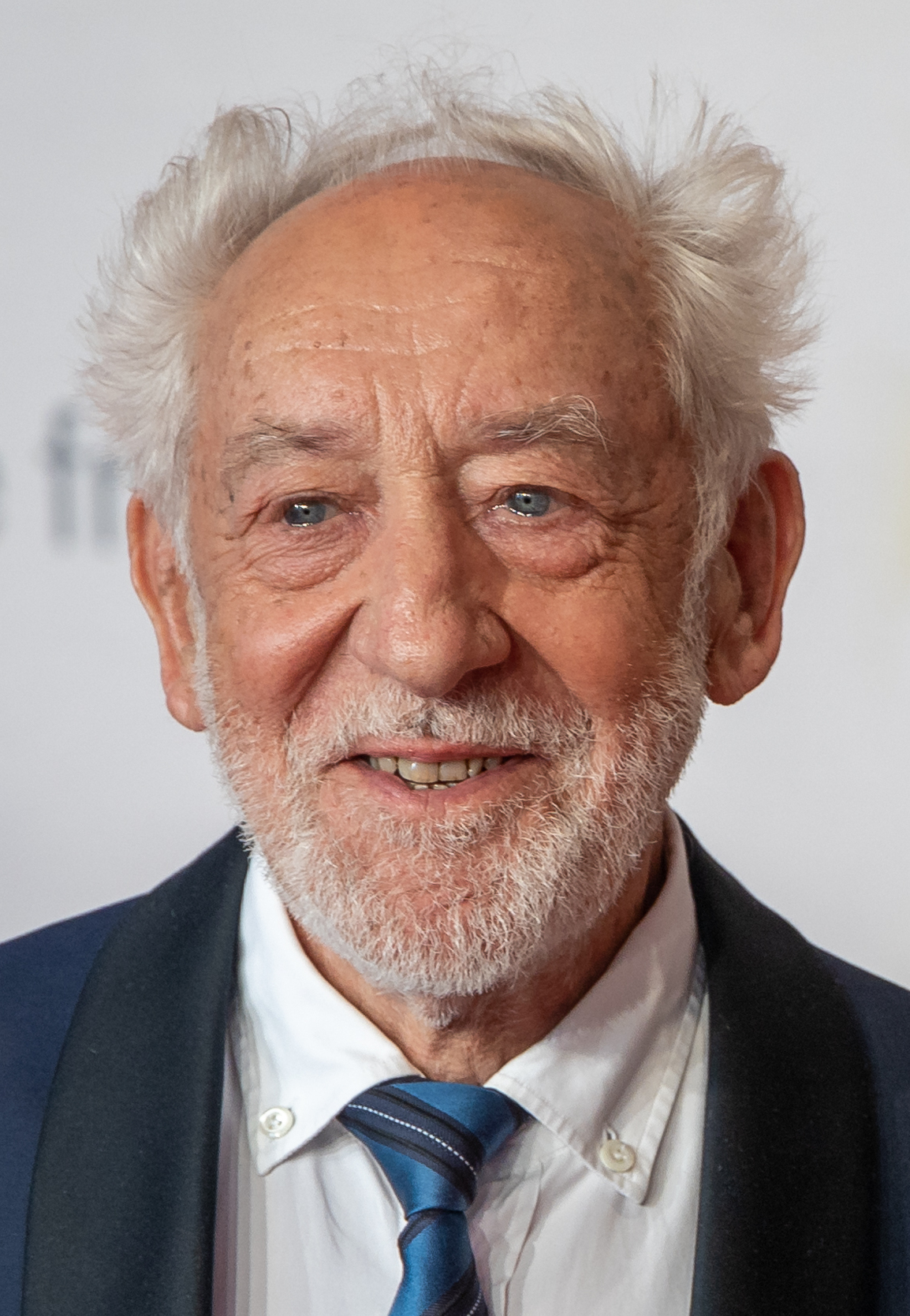
Dieter Hallervorden, 2022

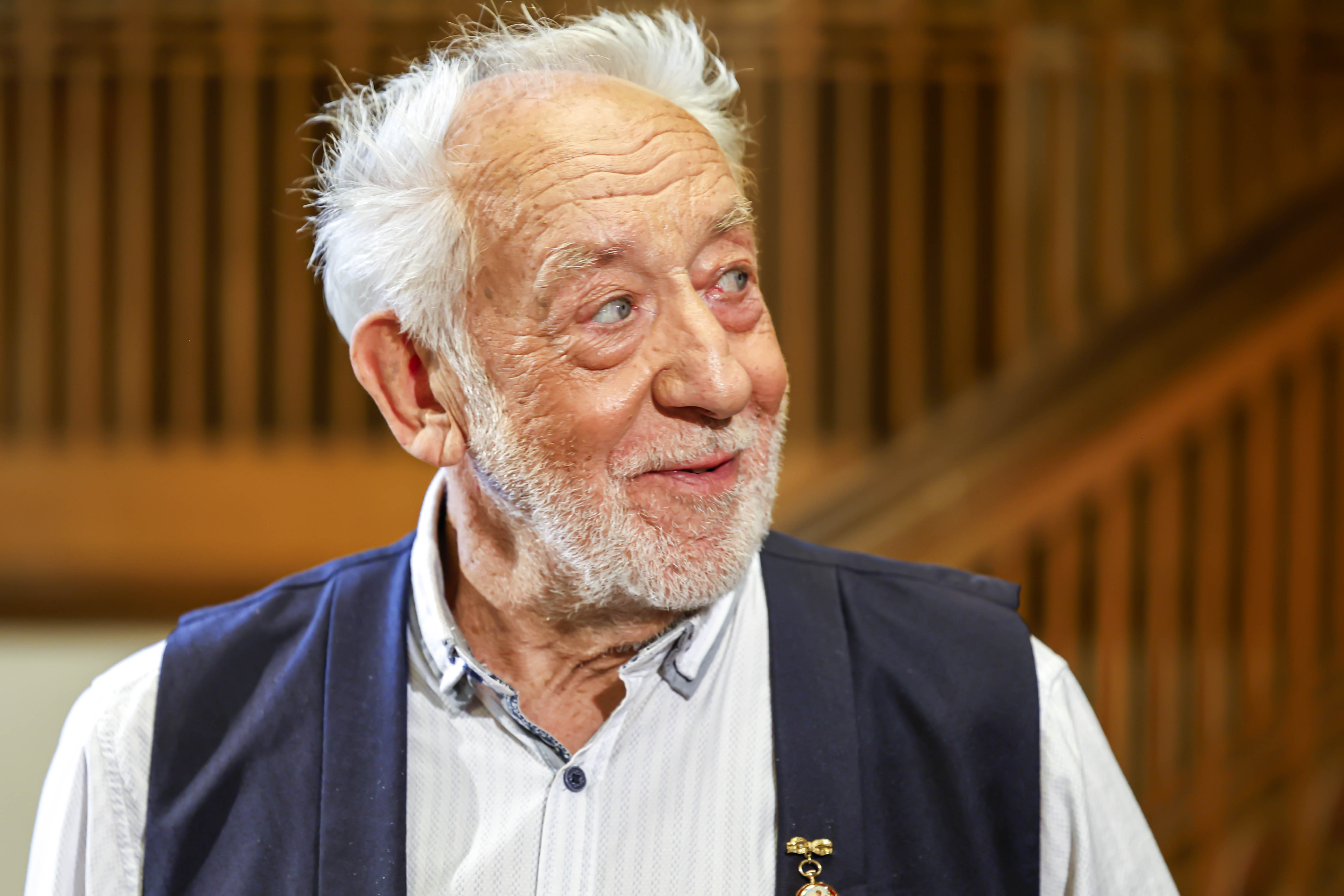
Dieter Hallervorden (2023)

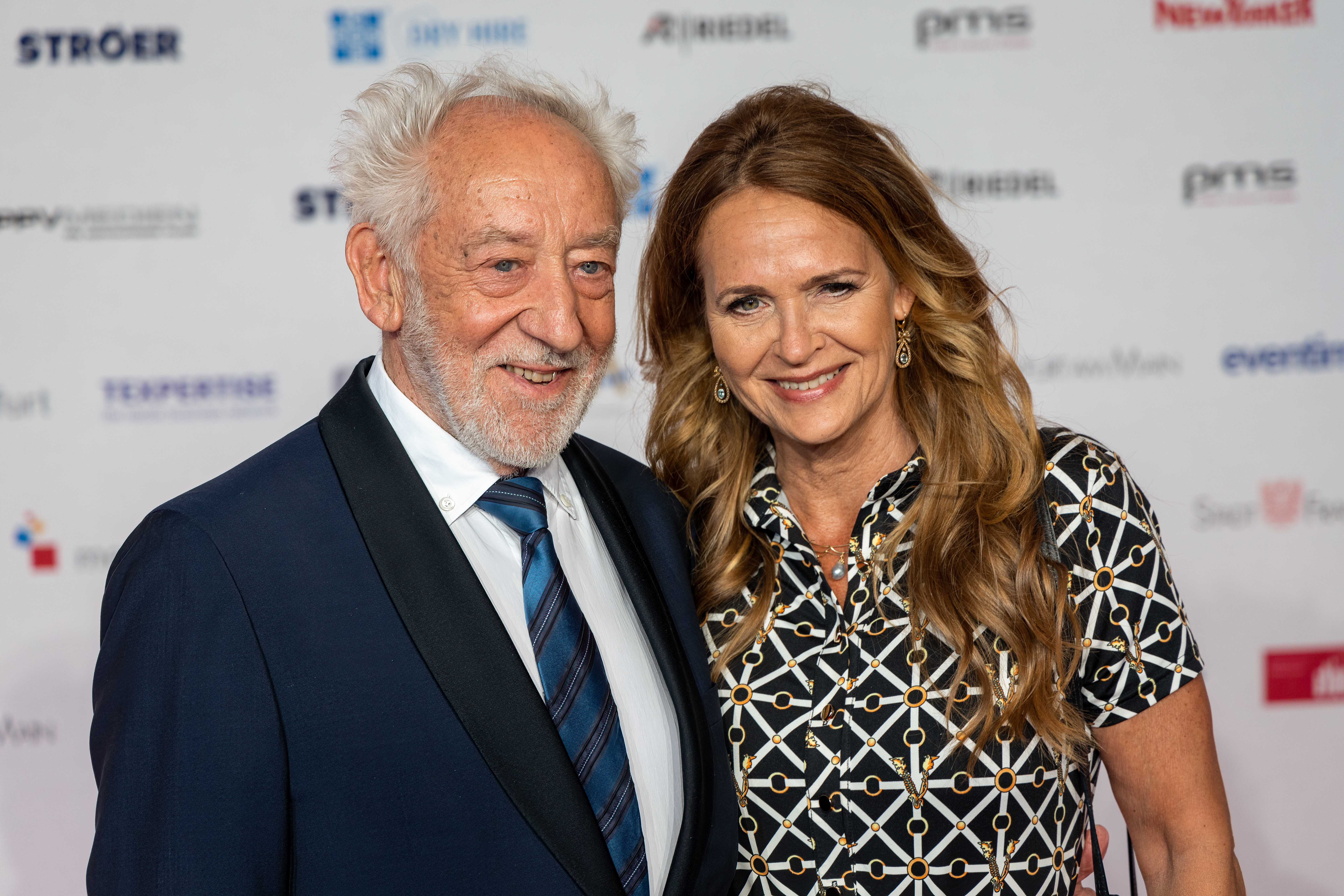
Hallervorden mit Ehefrau Christiane Zander (2022)

Dieter Jürgen „Didi“ Hallervorden (* 5. September 1935 in Dessau) ist ein deutscher Schauspieler, Kabarettist, Sänger, Synchronsprecher, Moderator und Theaterleiter. Große Popularität im deutschsprachigen Raum erlangte er Mitte der 1970er Jahre mit der Slapstick-Reihe Nonstop Nonsens und seiner Figur Didi.
In den frühen 2010er Jahren konnte er sich verstärkt als Charakterdarsteller von ernsthaften Rollen in Filmen wie Sein letztes Rennen (2013) und Honig im Kopf (2014) etablieren.

## Leben
Dieter Hallervorden wurde als Sohn des Flugzeugkonstrukteurs Kurt Hallervorden und dessen Frau, der Arzthelferin Susanne Hallervorden, geb. Bergert, in Dessau geboren. Er hat zwei Schwestern. Sein Großvater Hans Hallervorden war Landschaftsarchitekt der Joachim-Ernst-Stiftung im Wörlitzer Park. Wegen der Luftangriffe auf Dessau verbrachte Dieter Hallervorden während des Zweiten Weltkriegs einen Teil seiner Kindheit in Quedlinburg. Nach dem Ende des Krieges kehrte er nach Dessau zurück und schloss dort 1953 seine Schulausbildung mit dem Abitur an der Oberschule Philanthropinum ab.
Anschließend begann Hallervorden ein Studium der Romanistik an der Humboldt-Universität zu Berlin und begegnete dort Victor Klemperer, der einen faszinierenden Eindruck auf ihn machte. Er zog 1958 aus der DDR nach West-Berlin und setzte an der Freien Universität sein Studium zunächst fort, später nahm er Unterricht bei der Schauspiellehrerin Marlise Ludwig. Während seines Studiums wurde er Mitglied der Berliner Burschenschaft Rugia. Nachdem Bewerbungen an der Max-Reinhardt-Schauspielschule sowie beim Berliner Kabarett Die Stachelschweine erfolglos gewesen waren, gründete er in West-Berlin 1960 die Kabarettbühne Die Wühlmäuse, der er bis heute als Direktor vorsteht. Im Jahre 1966 wurde Hallervorden während eines Auftritts in Berlin wegen Mordverdachts verhaftet, nachdem ihn die Bildzeitung mit dem gewaltsamen Tod einer Prostituierten in Verbindung gebracht hatte. Kurz darauf wurde er wieder freigelassen, für den Vorwurf gegen ihn gab es keine Beweise; die ihn belastende Zeugin war unglaubwürdig.
Dieter Hallervorden hat vier Kinder: Dieter Hallervorden junior (* 1963) und Nathalie Hallervorden (* 1966) aus seiner ersten Ehe mit Rotraud Schindler (* 1940) sowie eine weitere Tochter (* 1986) und Johannes Hallervorden (* 1998) von seiner zweiten Frau (* 1961), mit der er 25 Jahre verheiratet war. Dieter Hallervorden ist seit dem 10. Juni 2022 mit der ehemaligen Stuntfrau Christiane Zander (* 1966) verheiratet, nachdem er seit etwa 2015 mit ihr liiert war.
Hallervorden wohnt abwechselnd in Berlin und im Schloss Costaérès, das er 1988 erworben hat.

## Karriere

### Film, Fernsehen und Synchron

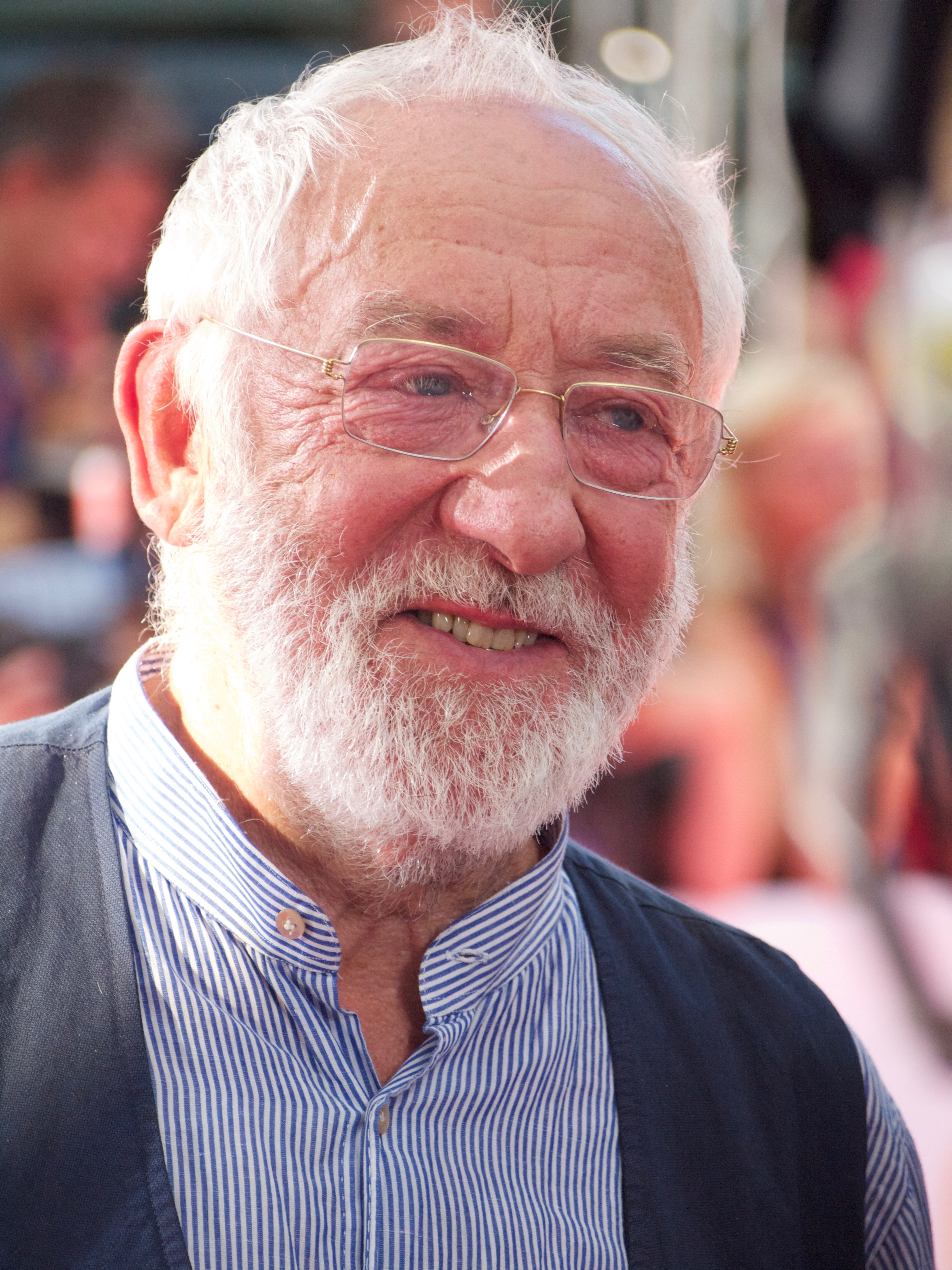
Dieter Hallervorden 2016 bei der Premiere des Kinofilms „Pets“ in Berlin

Seinen ersten Leinwandauftritt hatte Hallervorden 1960 in einer winzigen Rolle als Fotojournalist im Spielfilm Die 1000 Augen des Dr. Mabuse. Schon bald nach Gründung der Wühlmäuse folgten Film- und Fernsehauftritte, unter anderem im Fernsehfilm Das Millionenspiel, in dem er den Gangsterboss Köhler spielte. 1974 sah man ihn neben Arno Assmann im Fernseh-Thriller Der Springteufel als einen aus der Irrenanstalt entflohenen Anhalter. In den Serien Abramakabra, Grand Gala und Das Läster-Lexikon profilierte er sich als Satiriker und Komiker. Der Durchbruch folgte 1975 mit der Slapstick-Reihe Nonstop Nonsens des Süddeutschen Rundfunks. Zu den bekanntesten Nonstop-Nonsens-Sketchen zählen der Zumsel, Palim-Palim und Die Kuh Elsa. Zudem gab es einen Vorabfilm zu der Serie mit dem Titel Herr S. kommt nicht zum Zuge. Ab 1980 widmete sich Hallervorden als Drehbuchautor und Schauspieler hauptsächlich dem Kino und entwickelte dort die tollpatschige Figur Didi weiter, die durch Nonstop Nonsens zu seinem Markenzeichen geworden war. Im Film Didi – Der Doppelgänger, der 1984 in die Kinos kam, spielte er die Hauptrolle. In dieser deutschen Verwechslungskomödie, die Hallervorden noch populärer machte, wirkte er zudem als Drehbuchautor mit.
Im Jahre 1992 kehrte er zum politischen Kabarett zurück, zunächst auf Sat.1 mit 21 Folgen der Sendung Spottschau und von 1994 bis 2003 im Ersten mit Hallervordens Spott-Light. Für die ARD moderierte er von 1996 bis 1997 die Sendung Verstehen Sie Spaß? und produzierte 2000 zwölf Folgen der von Frank Lüdecke geschriebenen Familien-Komödie Zebralla! Von 2005 bis 2010 gehörte er zum Team der Comedy-Falle auf Sat.1. In der 2011 auf ProSieben erstausgestrahlten zweiten Staffel des Comedy-Formats Old Ass Bastards war Hallervorden mit anderen prominenten Gaststars wie Erika Berger und Ingrid van Bergen zu sehen.
Ab 2010 übernahm Hallervorden verstärkt ernsthafte Rollen in Kino- und Fernsehproduktionen, für die er auch Auszeichnungen erhielt. 2011 spielte er unter der Regie von Wolfgang Eißler den König in dem Märchenfilm Die zertanzten Schuhe. 2012 verkörperte er einen Kinderschänder in dem Thriller Das Kind. 2013 übernahm er als Paul Averhoff die Hauptrolle eines Olympiasiegers im Marathonlauf in dem Filmdrama Sein letztes Rennen. 2014 stellte er die Rolle des schwer an Alzheimer erkrankten Amandus in Til Schweigers Tragikomödie Honig im Kopf dar. 2016 spielte er in der Filmkomödie Ostfriesisch für Anfänger den plattdeutschsprechenden „letzten Ostfriesen“ Uwe Hinrichs. 2019 spielte er in Marco Petrys Fernsehkomödie Mein Freund, das Ekel an der Seite von Alwara Höfels den grantigen Rentner Olaf Hintz. 2021 wurde der Film mit ihm mit einer sechsteiligen Fernsehserie fortgesetzt.
Im Frühjahr 2020 nahm er, als Chamäleon verkleidet, an der zweiten Staffel der ProSieben-Sendung The Masked Singer teil. Er belegte den fünften Platz von zehn Teilnehmern.
Hallervorden betätigt sich daneben als Synchronsprecher. Er ist die deutsche Stimme von Marty Feldman in dessen Fernsehserie Marty und die von sämtlichen Figuren in der Kinderserie Die Wombles. Seit September 2008 spricht Hallervorden für den KiKA die Figur des „Professor Gehirnkopf“ in der Zeichentrick-Serie Cosmic Quantum Ray.

### Theater

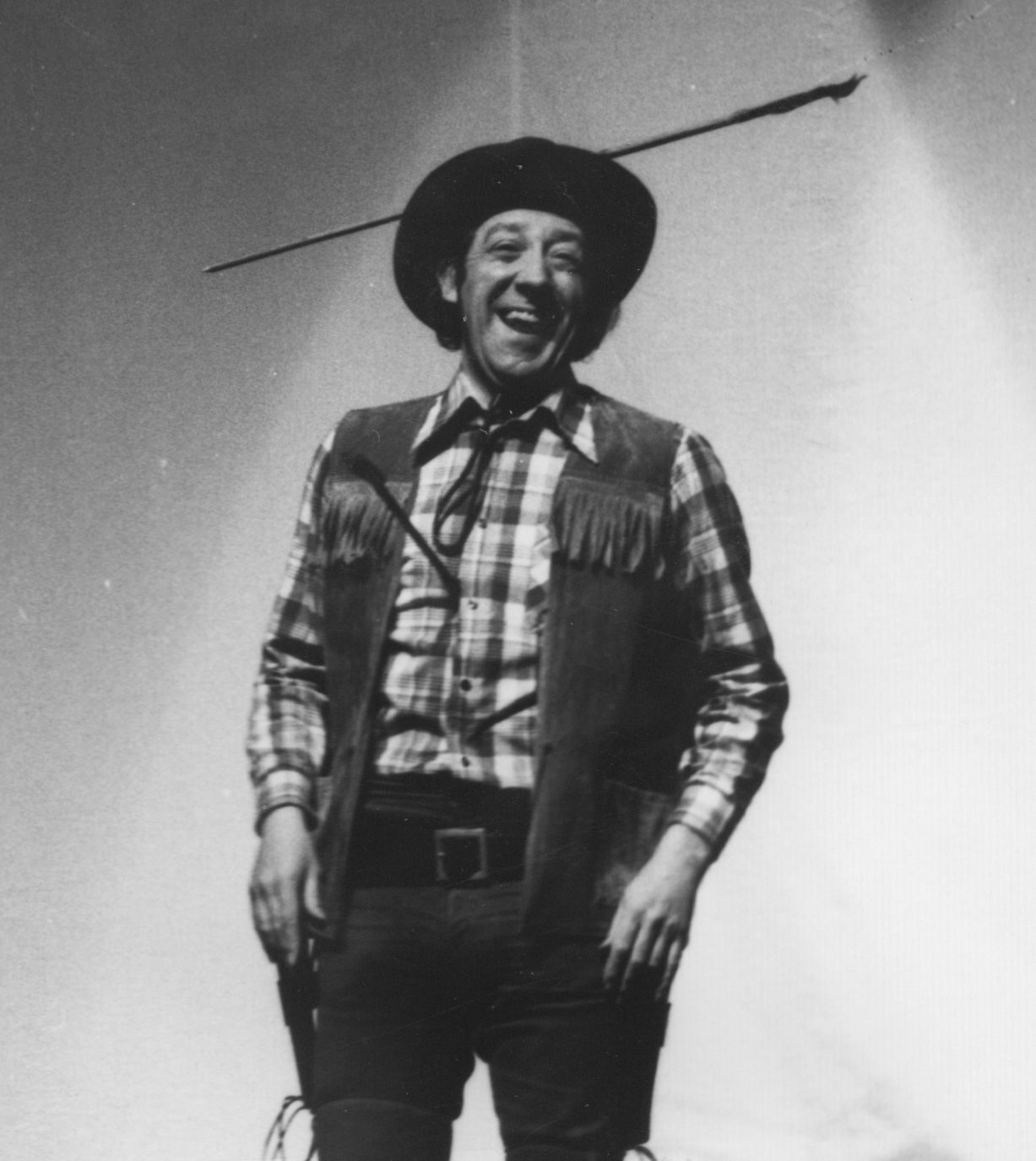
Bühnenprogramm (Siegen), 1970er Jahre

Erste Erfahrungen als Theaterschauspieler sammelte Hallervorden an der Berliner Tribüne und an der Vaganten-Bühne. Mit seinem musikalischen Solo-Programm Mit dem Gesicht sowie mit den Boulevard-Komödien Dinner für Spinner und Die Nervensäge feierte er große Erfolge in seinem Theater Die Wühlmäuse in Berlin und im Anhaltischen Theater in seiner Heimatstadt Dessau.
Seit 2001 veranstaltet das Kabarett-Theater „Die Wühlmäuse“ in jedem Jahr Das große Kleinkunstfestival unter Leitung von Dieter Hallervorden. An zwei aufeinanderfolgenden Abenden treten fünf Künstler gegeneinander an, um den Jury- und den Publikumspreis für sich zu gewinnen. Der Berlin-Preis und der Ehren-Preis gehen an gestandene Comedians und Kabarettisten. Weitere Künstler und „handverlesene“ Nachwuchstalente tragen zur Abendunterhaltung durch Gastauftritte bei. Als Moderator fungiert Dieter Nuhr.
Seine Autobiografie Wer immer schmunzelnd sich bemüht … erschien zu seinem 70. Geburtstag Anfang September 2005. Sein autobiografisches Kabarettprogramm Stationen eines Komödianten, das er gemeinsam mit Harald Effenberg aufführt, hatte am 8. Februar 2008 in Berlin Premiere.
Ende 2008 vergab die Stadt Berlin das Schlosspark Theater nach einer Ausschreibung an Hallervorden, der einen zehnjährigen Mietvertrag unterschrieb und mit privatem Geld Umbauarbeiten am Theater durchführen ließ. Ihm wurden fünf Jahre Mietbefreiung gewährt. Am 1. September 2009 nahm die Spielstätte ihren vollen Spielbetrieb wieder auf. Neben zahlreichen Gastspielen von prominenten Kollegen steht Dieter Hallervorden auch selber auf der Bühne. Ende 2011/Anfang 2012 gab es Rassismus-Vorwürfe seitens Bühnenwatch gegen Dieter Hallervorden und Joachim Bliese, da in dem Theaterstück „Ich bin nicht Rappaport“ die Figur des schwarzen Midge Carter mit Bliese als Blackface besetzt worden war. Im Januar 2015 geriet Hallervorden in ähnlicher Thematik in die Schlagzeilen. Die Berliner BVG hatte von Prominenten Durchsagen der U-Bahnhöfe machen lassen. Dieter Hallervorden kündigte die Mohrenstraße an, für deren Umbenennung sich der Verein „Berlin Postkolonial“ seit längerem einsetzt und dementsprechend angesichts der Blackfacing-Debatte von 2012 protestierte.
Anlässlich der Corona-Krise rief Hallervorden im April 2020 das Projekt Geist mit Humor ins Leben, welches live aus dem Berliner Schlosspark Theater übertragen wurde. Die Aufführungen wurden ohne Publikum präsentiert und auf Facebook und YouTube übertragen.
Am 4. September 2022 eröffnete Dieter Hallervorden sein Mitteldeutsches Theater in der Marienkirche in seiner Heimatstadt Dessau.
In der Spielzeit 2022/23 war Dieter Hallervorden im Theater Hof als Erzähler im Musical Jack the Ripper zu hören.

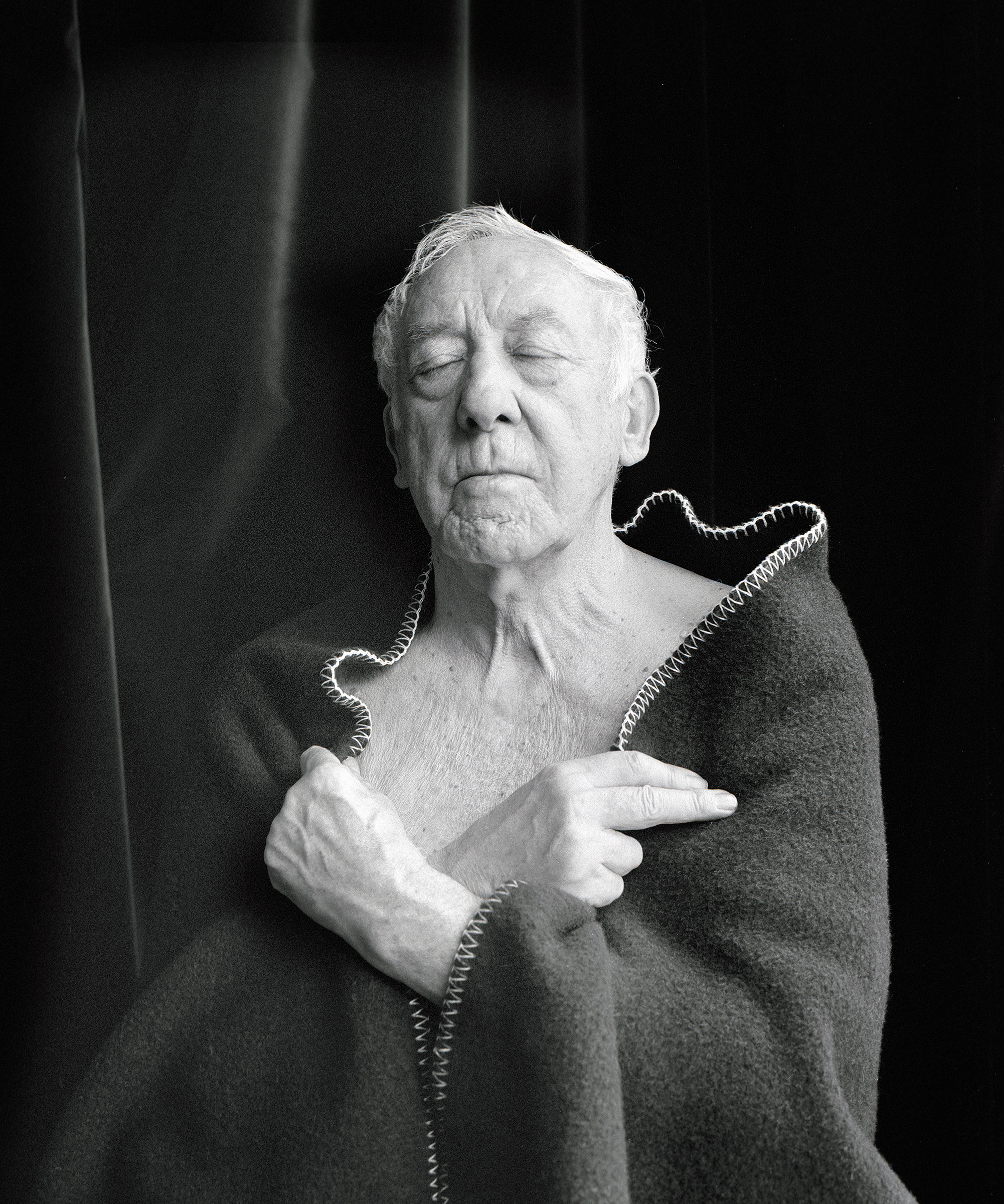
Dieter Hallervorden, fotografiert von Oliver Mark, Berlin 2013

### Musik
Dieter Hallervorden veröffentlichte eine Reihe von Musiktiteln, unter anderem Ich bin der schönste Mann in unserer Mietskaserne (1976), Du, die Wanne ist voll (1978, Duett mit Helga Feddersen, eine Parodie auf You’re the One That I Want), Fatima – Heut’ ist Ramadan (1978, eine Parodie auf Arabian Affair von The Abdul Hassan Orchestra), Punker Maria (1980, eine Parodie auf Santa Maria von Oliver Onions bzw. Roland Kaiser), Super Dudler (1980, eine Parodie auf Super Trouper von ABBA), Wo ist mein Toupet? (1981, eine Parodie auf Rain in May von Max Werner) und Der Würger vom Finanzamt (1982). In der ARD-Fernsehsendung Wunderland sang er in den 1980er Jahren das Lied von Till Eulenspiegel. 1984 erschien die Filmmusik Didi – Der Doppelgänger zum gleichnamigen Kinofilm. Hallervorden sang dort die Titelmelodie, die von Harold Faltermeyer komponiert und produziert wurde.
Im November 2021 erschien sein Album 80 plus, das sich auf Platz 44 der Deutschen Albumcharts platzierte.

## Politisches und gesellschaftliches Engagement
Zur Landtagswahl in Nordrhein-Westfalen 1975 und zur Bundestagswahl 1976 war Hallervorden mit den Wühlmäusen für die FDP unterwegs. Zur Bundestagswahl 1980 warb er als Repräsentant der Liberalen Aktion in 36 Städten in Nordrhein-Westfalen für die FDP. Dazu spielte er als Werbefigur beim FDP-Wahlwerbespot 1983 die Hauptrolle, in dem er für die Schwarz-Gelbe Regierung warb.
Hallervorden gehörte im August 2014 anlässlich der Operation Protective Edge zu den Unterzeichnern eines „Offenen Briefs Kulturschaffender in Deutschland zum Krieg in Gaza“.
2016 war er Teil der FDP-Kampagne zur Landtagswahl in Sachsen-Anhalt.
Bei der österreichischen Romyverleihung 2015 in Wien nahm Hallervorden den Preis als bester Schauspieler entgegen, bedankte sich und fügte hinzu: „Und morgen führe ich die Romy heim ins Reich.“ Mit der Parole „Heim ins Reich“ hatten die Nationalsozialisten u. a. für den Anschluss Österreichs 1938 geworben. Auf Rückfrage eines Bild-am-Sonntag-Reporters antwortete Hallervorden: „Ich weiß sehr wohl, was ich gesagt habe. Das war eine bewusste Provokation, die ich mir sehr gut überlegt hatte.“ Er habe an die deutsch-österreichische Geschichte erinnern wollen: „Vor dem Zweiten Weltkrieg sind die Österreicher mit wehenden Fahnen zu Nazi-Deutschland übergelaufen. Nach dem Krieg haben der österreichische und der russische Außenminister vereinbart, dass im Staatsvertrag festgeschrieben wird, dass Österreich keine Schuld am Zweiten Weltkrieg trifft. Was bedeutet, dass das Land keine Reparationszahlungen zu leisten hatte, diese lasteten auf den deutschen Schultern.“ Hallervorden betonte, dass er nicht zu rechtem Gedankengut aufrufen, sondern vor Rechtsextremismus warnen wolle.
Hallervorden veröffentlichte 2015 anlässlich seines 80. Geburtstags ein Musikvideo zu seinem Dankeslied an seine Fans mit dem Titel Ihr macht mir Mut (in dieser Zeit). Den Verkaufserlös spendet er der Flüchtlingshilfe.
Als Reaktion auf die Kritik an Jan Böhmermanns Schmähkritik veröffentlichte Hallervorden im April 2016 ein Musikvideo zu seinem Song Erdogan, zeig mich an!, dessen Musik auf dem Narhallamarsch fußt. Wenig später kritisierte er in diesem Zusammenhang auch die Bundeskanzlerin mit dem Musikvideo zu seinem Lied Merkel – zu allem bereit, dessen Melodie an das Steigerlied angelehnt ist.
Im August 2021 positionierte er sich in einem Statement gegen das „Gendern“ und sprach in diesem Zusammenhang von einer „Vergewaltigung der deutschen Sprache“. Sprache müsse sich natürlich entwickeln und nicht unter Zwang, so Hallervorden. Zur entsprechenden sprachlichen Regelung in seinem Berliner Theater sagte er: „Das Schlosspark Theater wird, solange ich da ein bisschen mitzumischen habe, sich am Gendern nicht beteiligen.“
Hallervorden ist Mitglied im Verein Deutsche Sprache. Er kritisierte die Teilnahme des Vereinsvorstandsmitglieds Silke Schröder am Treffen von Rechtsextremisten in Potsdam im November 2023.
Zur Wiederholungswahl zum Abgeordnetenhaus von Berlin im Februar 2023 unterstützte er die CDU und ihren Spitzenkandidaten Kai Wegner.
Im März 2024 veröffentlichte Hallervorden einen offenen Brief an den Bundeskanzler und die Abgeordneten auf Instagram, in dem er den Krieg Israels gegen Gaza nach dem Terrorangriff der Hamas als von Tag zu Tag unverhältnismäßiger kritisiert. Darin zitiert er auch die Vorwürfe Südafrikas gegen Israel über Apartheid und Völkermord sowie den Holocaust-Vergleich durch den Präsidenten Brasiliens. Er selbst behauptet, dass Israels Militäreinsatz den „größten Kinderfriedhof der Welt“ im Gazastreifen geschaffen habe. Er warnte Israels Ministerpräsident Netanjahu, dass sein Vorgehen den Antisemitismus fördere und nachwachsende Feindseligkeiten einbringen werde. Er forderte die Bundesregierung auf, alles zu tun, damit Israel den Krieg sofort beende, und schrieb, er hoffe auf eine friedliche Zweistaatenlösung. Zusammen mit Diether Dehm schrieb er das Gedicht Gaza Gaza gegen den Krieg und veröffentlichte es Mitte April 2024 in einem Video auf Facebook, was zu einer Kontroverse führte. Der Standard schrieb, Hallervorden rede sich „in einen Wirbel mit antisemitischem Unterton“. Dieser entgegnete: „Es war also ein Aufruf, zu sagen: Kehrt ein, versucht, die Waffen schweigen zu lassen, redet miteinander – nur so kann die Lösung sein. Was daran antisemitisch sein soll, weiß ich nicht.“
Am Karfreitag 2025 sprach er in einer Videoübertragung bei einer als „Friedensprozession“ betitelten Kundgebung in Dresden. Darin wandte er sich unter anderem erneut gegen die israelische Regierung und warnte vor dem Dritten Weltkrieg. Für Kritik sorgte der Umstand, dass auf der Kundgebung auch etliche Rechtsextreme vertreten waren. Hallervorden selbst bekundet: „Mir ist nicht bekannt, jemals von Rechtsextremen Applaus erhalten zu haben. Und wenn doch – dann haben sie mich falsch verstanden“.

## Diskografie

### Alben
| Jahr | Titel   | Höchstplatzierung, Gesamtwochen, AuszeichnungChartsChartplatzierungen (Jahr, Titel, Platzierungen, Wochen, Auszeichnungen, Anmerkungen) | Anmerkungen                            |
| Jahr | Titel   | DE | Anmerkungen                            |
| ---- | ------- | --- | -------------------------------------- |
| 2021 | 80 plus | DE44 (2 Wo.)DE | Erstveröffentlichung: 5. November 2021 |

Weitere Alben
- 1976: Mit dem Gesicht …
- 1977: Ich bin der schönste Mann in unserer Mietskaserne
- 1978: Ich brech’ die Herzen …
- 1978: Lachen Sie mit Dieter Hallervorden
- 1978: Didi – Nonstop Nonsens – Sketche und Lieder
- 1979: Plem-Plem
- 1980: Didis Dussel-Disco: Parodien, Nonsens-Schlager und gespielte Witze
- 1980: Nonsens nach Noten
- 1981: Zelleriesalat und Gitterspeise – aufbiegen und verbrechen
- 1982: Welle Wahnsinn – Lieder und Sketche aus der gleichnamigen ZDF-Sendung
- 1984: Didi – Der Doppelgänger

### Kompilationen
- 1978: Didi für Millionen
- 1980: Wir wühlen – Sie wählen (Livealbum)
- 1998: Die großen Erfolge

### EPs
- 1982: Aber nicht doch, Gnädigste! – 14 lustige Sketche von Didi Hallervorden und Rotraud Schindler (mit Rotraud Schindler)
- 1982: Dieter Hallervorden (Amiga Quartett)

### Singles
| Jahr | Titel Album                                           | Höchstplatzierung, Gesamtwochen, AuszeichnungChartplatzierungen (Jahr, Titel, Album, Platzierungen, Wochen, Auszeichnungen, Anmerkungen) | Höchstplatzierung, Gesamtwochen, AuszeichnungChartplatzierungen (Jahr, Titel, Album, Platzierungen, Wochen, Auszeichnungen, Anmerkungen) | Anmerkungen         |
| Jahr | Titel Album                                           | DE | AT | Anmerkungen         |
| ---- | ----------------------------------------------------- | --- | --- | ------------------- |
| 1978 | Du, die Wanne ist voll                                | DE4 (21 Wo.)DE | AT12 (12 Wo.)AT | mit Helga Feddersen |
| 1981 | Punker Maria                                          | DE20 (10 Wo.)DE | — |                     |
| 1981 | Tierischer Tango (Mein Schatz, heut’ hast du Schwein) | DE18 (11 Wo.)DE | — |                     |
| 1982 | Bauernball im Hühnerstall                             | DE56 (4 Wo.)DE | — |                     |

Weitere Singles
- 1976: Mit dem Gesicht …
- 1977: Ich bin der schönste Mann in unserer Mietskaserne
- 1978: Fatima – Heut’ ist Ramadan
- 1979: Ich bin der Asphalt-Cowboy von Dortmund-Aplerbeck
- 1980: Tango zu dritt
- 1980: Super Dudler
- 1981: Ach du lieber Harry
- 1981: Wo ist mein Toupet?
- 1982: Der Würger vom Finanzamt
- 1983: Die geheimen Tagebücher von E. T.
- 1984: Didi – Der Doppelgänger
- 2015: Ihr macht mir Mut (in dieser Zeit) (Die Einnahmen spendet Hallervorden an die Flüchtlingshilfe[57])
- 2015: Oh je, Vau Weh
- 2016: Erdogan, zeig mich an!
- 2016: Merkel – zu allem bereit
- 2017: Ich bin der Präsident

### Videoalben
| Jahr | Titel                 | Höchstplatzierung, Gesamtwochen, AuszeichnungChartsChartplatzierungen (Jahr, Titel, Platzierungen, Wochen, Auszeichnungen, Anmerkungen) | Anmerkungen |
| Jahr | Titel                 | DE | Anmerkungen |
| ---- | --------------------- | --- | ----------- |
| 2005 | Nonstop Nonsens-Box 1 | DE80 (1 Wo.)DE | DVD-Box     |
| 2005 | Nonstop Nonsens-Box 2 | DE84 (1 Wo.)DE | DVD-Box     |

## Filmografie (Auswahl)

### Kinofilme
- 1960: Die 1000 Augen des Dr. Mabuse
- 1969: Mehrmals täglich
- 1969: Die Hochzeitsreise
- 1972: Was? (Che?)
- 1981: Ach du lieber Harry
- 1981: Stachel im Fleisch
- 1981: Alles im Eimer
- 1983: Der Schnüffler
- 1984: Is was, Kanzler?
- 1984: Didi – Der Doppelgänger
- 1985: Didi und die Rache der Enterbten
- 1986: Didi auf vollen Touren
- 1988: Didi – Der Experte
- 1990: Bei mir liegen Sie richtig
- 1992: Alles Lüge
- 2008: 1½ Ritter – Auf der Suche nach der hinreißenden Herzelinde
- 2009: La Isla Bonita – Armee der Stille
- 2012: Das Mädchen und der Tod (Het Meisje en de Dood)
- 2012: Das Kind
- 2013: Sein letztes Rennen
- 2014: Quisas almadan ölmə[58]
- 2014: Honig im Kopf
- 2016: Ostfriesisch für Anfänger
- 2017: Rock My Heart – Mein wildes Herz
- 2019: Benjamin Blümchen
- 2023: Fisch im Fell
- 2023: Ponyherz – Wild und Frei

### Fernsehen
- 1965: Es geschah in Berlin – (Fernsehserie, Folge: Trickbetrüger Tubatzki)
- 1968: Das Kriminalmuseum (Fernsehserie, Folge: Die Reifenspur)
- 1969: Wer hat Recht? (Fernsehreihe, Folge Kampf um eine Parklücke)
- 1970: Das Millionenspiel
- 1971: Der Zeuge
- 1972: Tatort: Rattennest (Fernsehreihe)
- 1972: Die Schöngrubers
- 1972–1976: Abramakabra
- 1973: Lokaltermin (Fernsehserie, Folge: Mildernde Umstände)
- 1973: Kara Ben Nemsi Effendi
- 1973: Mein Onkel Benjamin
- 1974: Der Springteufel
- 1975–1980: Nonstop Nonsens
- 1977: Herr S. kommt nicht zum Zuge
- 1980: Mein Gott, Willi!
- 1981: Onkel & Co. (Fernsehfilm, 2 Teile)
- 1982: Welle Wahnsinn (Comedyserie)
- 1983: Wunderland
- 1985–1986: Didi – Der Untermieter
- 1989: Die Didi-Show
- 1992: Spottschau
- 1992–1993: Klipp-Klapp, der Clip-Club
- 1994–2003: Hallervordens Spott-Light
- 1996–1997: Verstehen Sie Spaß?
- 2000–2001: Zebralla!
- 2005–2010: Die Comedy-Falle
- 2010: In aller Freundschaft (Fernsehserie, Folge 488: Blattschuss)
- 2011: Kissenschlacht (Fernsehfilm)
- 2011: Die zertanzten Schuhe (Fernsehfilm)
- 2011: SOKO Stuttgart (Fernsehserie, Folge: Tödliches Idyll)
- 2013: SOKO München (Fernsehserie, Folge: Wasserratten)
- 2013: Lindenstraße (Fernsehserie, Folge 1459: Oktober suchen)
- 2013: Die Spätzünder 2 – Der Himmel soll warten (Fernsehfilm)
- 2014: Die Dienstagsfrauen – Sieben Tage ohne (Fernsehfilm)
- 2015: Tiefe Wunden – Ein Taunuskrimi (Fernsehreihe)
- 2015: Chuzpe – Klops braucht der Mensch! (Fernsehfilm)
- 2017: Liebe auf den ersten Trick (Fernsehfilm)
- 2018: Counterpart (Fernsehserie, 3 Folgen)
- 2018: Endlich Witwer (Fernsehfilm)
- 2019: Nord Nord Mord – Sievers und die Tote im Strandkorb (Fernsehreihe)
- 2019: Mein Freund, das Ekel (Fernsehfilm)
- 2019: Mord mit Ansage (2 Folgen)
- 2019: Wer weiß denn sowas? (500. Folge)
- 2020: The Masked Singer (2. Staffel, Musikshow)
- 2020: Schönes Schlamassel (Fernsehfilm)
- 2021: Wer weiß denn sowas? (792. Folge)
- 2021: Mein Freund, das Ekel (Fernsehserie, 6 Folgen)
- 2022: Oskar, das Schlitzohr und Fanny Supergirl
- 2024: Queen of Tears (Fernsehserie)

### Synchronsprecher
- 1966: Harvey Korman als Großer Ali in Mister Feuerstein lebt gefährlich
- 1967: Umberto Raho als Pinto in Jonny Madoc rechnet ab
- 1972: Marty Feldman als diverse Rollen in Die Marty Feldman Show (Fernsehserie)
- 2006: Pierre Palmade als Kryptograf in Asterix und die Wikinger
- 2013: Doug Stone als Zauberer Lawrence in Das magische Haus
- 2015: Mel Brooks als Vlad in Hotel Transsilvanien 2
- 2016: als Ziegenbock Zottel in Robinson Crusoe
- 2016: Dana Carvey als Pops in Pets
- 2018: Mel Brooks als Vlad in Hotel Transsilvanien 3 – Ein Monster Urlaub
- 2019: als Zauberer Merlin in Arthur und die Freunde der Tafelrunde (Animationsserie)
- 2019: Dana Carvey als Pops in Pets 2
- 2019: als Opa Dachs in Der kleine Rabe Socke – Suche nach dem verlorenen Schatz

## Theater (Auswahl)
- ab 2013: Die Sonny Boys als Didi, Erstaufführung war am 30. November 2013 im Schlosspark Theater, Berlin
- 2014: Der Bürger als Edelmann als Monsieur Jourdain (Schlosspark Theater, Berlin)
- 2015: Der Bürger als Edelmann als Monsieur Jourdain (Ernst Deutsch Theater, Hamburg)[59]
- 2016: Vor Sonnenuntergang als Matthias Clausen, Erstaufführung war am 16. Januar 2016 im Schlosspark Theater, Berlin
- ab 2017: Mosca und Volpone, Erstaufführung war am 7. Dezember 2017 im Schlosspark Theater, Berlin
- 2018: Kasimir und Kaukasus als Stimme des Goldfischs & als Übersetzer der französischen Vorlage von Francis Veber, Erstaufführung war am 12. Mai 2018 im Schlosspark Theater, Berlin
- 2020: Gottes Lebenslauf (mit Peter Bause) im Schlosspark Theater, Berlin

## Hörspiel/Hörbuch
- 2010–2014: Danei im Sternenauto (Folge 1–3, Rolle: Captain Unterschenkelknochen), Regie: Wolfsmehl, Radioropa[60]
- 2018: Die jungen Detektive
- 2019: Der Hundertjährige, der zurückkam, um die Welt zu retten

## Publikationen (Auswahl)
- Anleitung zum Verführen einer weiblichen Person, basierend auf dem immensen Erfahrungsschatz eines blendend aussehenden Mannes namens Dieter Hallervorden, Dülk, Berlin 1976.
- Worüber ick mir schieflache, Athenäum-Verlag GmbH, Königstein/Ts 1983, ISBN 3-7610-8278-9.
- Witzige Sketche zum Nachspielen, Falken, Niedernhausen 1988, ISBN 3-8068-0511-3.
- Die Kuh Elsa und andere witzige Sketche zum Nachspielen, Möller, Niederhausen 1992, ISBN 3-8159-0011-5.
- Der Dichter und die Brombeeruhr, Möller, Niederhausen 1994, ISBN 3-8159-0060-3.
- Wer immer schmunzelnd sich bemüht …: Ein autobiografischer Blick zurück nach vorn, Schwarzkopf & Schwarzkopf, Berlin 2005, ISBN 3-89602-659-3.

## Filmdokumentationen
- Dieter Hallervorden – Ein Mann mit Humor und Tiefgang; Zum 80. Geburtstag des großen Entertainers; Porträt | D 2015
- In der Reihe: Deutschland, deine Künstler „Dieter Hallervorden“ Folge 35 | D 2015
- ZDF History: Dieter Hallervorden – Eine deutsche Legende | D 2020

## Auszeichnungen
- 1981: Bambi (für Nonstop Nonsens)
- 1982: Goldene Ehrenmütze der Großen Brühler KG Fidele Bröhler * Falkenjäger blau-gold von 1973 e. V.
- 1996: Telestar Beste Moderation Unterhaltung (für Verstehen Sie Spaß?)
- 2003: Deutscher Comedypreis Ehrenpreis
- 2005: Bayerischer Kabarettpreis Ehrenpreis
- 2006: Ehrenbürger der Stadt Dessau[61]
- 2009: Berliner Bär (B.Z.-Kulturpreis)
- 2009: Steiger Award
- 2009: Goldener Vorhang für sein Lebenswerk
- 2009: Prix Pantheon (Sonderpreis der Jury in der Kategorie Reif und Bekloppt)[62]
- 2010: Krefelder Krähe – Ehrenpreis der Kabarettgruppe Die Krähen Krefeld[63]
- 2011: Goldener Vorhang des Berliner Theaterclub e. V. für seine Rolle in Die Socken Opus 124 am Schlossparktheater
- 2012: Verdienstorden des Landes Berlin[64]
- 2012: Goldener Vorhang des Berliner Theaterclub e. V. für seine Rolle in Ich bin nicht Rappaport am Schlossparktheater
- 2013: Goldene Kamera („Lebenswerk National“)
- 2013: Tegtmeiers Erben Ehrenpreis des Wettbewerbs für Bühnenoriginale für sein Lebenswerk (verliehen durch die Stadt Herne)
- 2014: Münchhausen-Preis
- 2014: Jupiter („Ehrenpreis Lebenswerk“)
- 2014: Deutscher Filmpreis Beste Darstellung – männliche Hauptrolle (für Sein letztes Rennen)
- 2015: Ernst-Lubitsch-Preis
- 2015: Romy (Österreich) in der Kategorie Beliebtester Schauspieler Kino/TV-Film
- 2015: Bambi (für Honig im Kopf) in der Kategorie „Ehrenpreis der Jury“
- 2015: Satire-Stern auf dem Walk of Fame des Kabaretts
- 2016: Medienpreis für Sprachkultur
- 2016: Goldene Henne in der Kategorie „Lebenswerk“
- 2016: Goldener Vorhang des Berliner Theaterclub e. V. für seine schauspielerische Leistung in Vor Sonnenuntergang
- 2021: Karl-Valentin-Orden[65]
- 2021: Smago! Award („Theaterpreis“)[66]
- 2022: Smago! Award („Newcomer des Jahres“)[67]
- 2022: Goldener Vorhang des Berliner Theaterclub e. V. für seine Darstellung in Der König stirbt am Schlosspark Theater